# Haplinis insignis
Haplinis insignis là một loài nhện trong họ Linyphiidae.
Loài này thuộc chi Haplinis. Haplinis insignis được A. David Blest miêu tả năm 1979.